# U.S. Highway 29
Der U.S. Highway 29 (kurz US 29) ist ein United States Highway in den Vereinigten Staaten. Er verläuft in Nord-Süd-Richtung durch die Bundesstaaten Maryland, den District of Columbia, Virginia, North Carolina, South Carolina, Georgia, Alabama und Florida auf einer Strecke von etwa 1667 Kilometern. Die Endpunkte liegen im Norden in Ellicott City in Maryland und im Süden in Pensacola in Florida.

## Verlauf

### Florida
Das südliche Ende des Highways befindet sich im Zentrum von Pensacola im Florida Panhandle an einer Kreuzung mit den U.S. Highways 90 und 98. Von dort führt die Straße in etwa parallel zur Interstate 110 nach Norden aus der Stadt hinaus, wo sie die Interstate 10 kreuzt. Außerhalb der Stadtgrenzen verläuft sie weiter nach Norden und Nordosten grob dem Verlauf des Escambia River folgend und überschreitet bei Century/Flomaton die Bundesstaatengrenze nach Alabama.

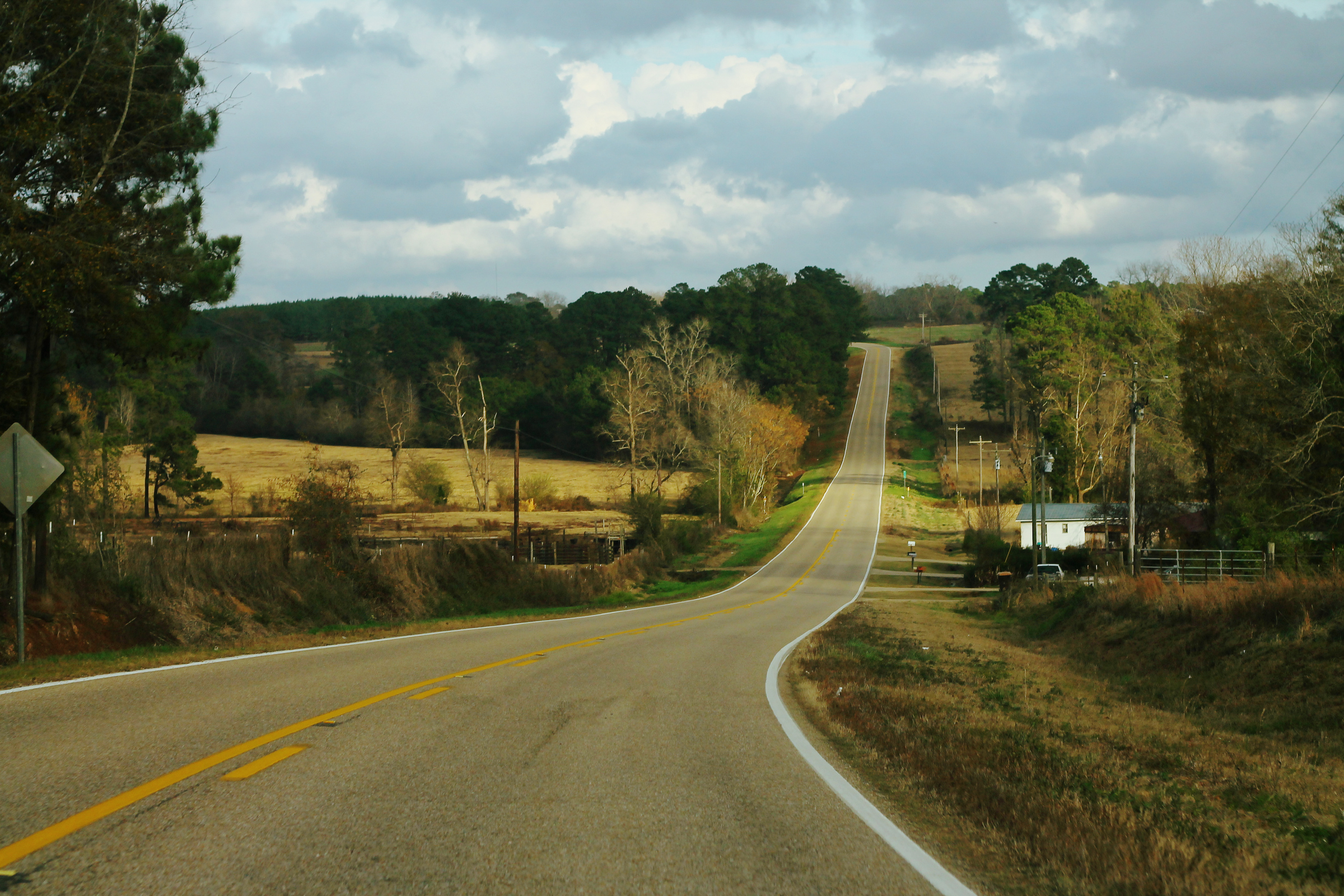
US 29 in Alabama

### Alabama
Kurz nach der Grenze zu Florida trifft der Highway auf den U.S. Highway 31 und verläuft mit diesem bis Brewton auf einer Trasse nach Nordosten. In Brewton trennen sich beide Straßen wieder und der Highway 29 führt nach Osten durch den Conecuh National Forest. Ab Andalusia nimmt der Highway einen nördlicheren Verlauf ein und umläuft die Hauptstadt Montgomery in einem Abstand von circa 60 km durch ländliches und von Wäldern geprägtes Gebiet. Ab Tuskegee folgt der Highway der Interstate 85 und kreuzt diese an mehreren Anschlussstellen. Mit der Überquerung des Chattahoochee River kreuzt er schließlich auch die Grenze zum Bundesstaat Georgia.

### Georgia

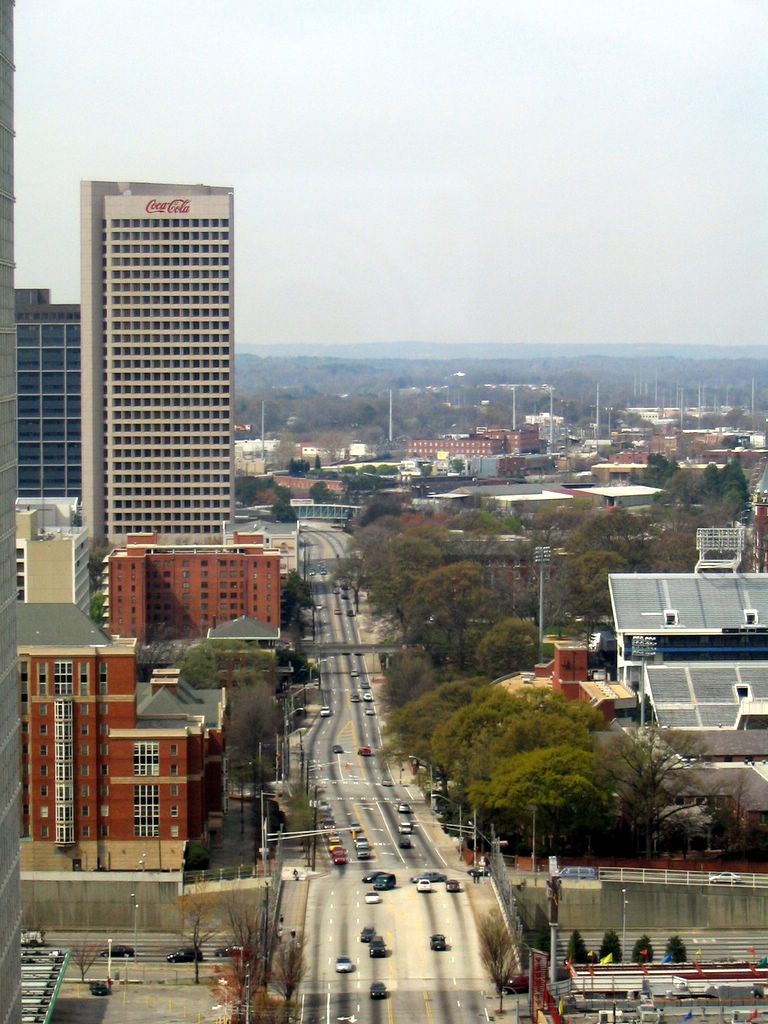
In Atlanta führt der Highway am Hauptsitz von Coca-Cola vorbei.

In Georgia führt der Highway zunächst entlang des West Point Lake und durch LaGrange weiterhin parallel zur Interstate 85, welche wieder mehrfach gekreuzt wird, nach Nordosten. In den Ausläufern von Atlanta kreuzt er die Interstate 285 und führt am Hartsfield–Jackson Atlanta International Airport vorbei. Danach führt er gemeinsam mit den U.S. Highways 19 und 41 westlich am Stadtzentrum vorbei, wo die Interstate 20 gekreuzt wird und trifft anschließend auf den U.S. Highway 78, mit dem er zusammen nördlich am Zentrum vorbei nach Osten führt. Erst bei North Decatur in den östlichen Vororten von Atlanta trennt sich der US 29 wieder vom Highway 78 und führt über Tucker, Lilburn und Lawrenceville nach Athens, wo er wieder auf den Highway 78 trifft und die Stadt südlich umfährt. Ab dort schlägt er wieder einen nordöstlicheren Kurs ein und führt durch von Wäldern und Wiesen geprägte Hügellandschaft, bis er den Savannah River und damit die Grenze zu South Carolina überquert.

### South Carolina
In South Carolina führt der Highway südlich an der Stadt Anderson vorbei und trifft vor Greenville auf die Interstate 85, mit der er anschließend gleichbedeutend verläuft. Über ein Autobahnkreuz führt der Highway auf die Interstate 185 und verläuft nach deren Ende wieder selbständig durch die Stadtmitte von Greenville nach Norden und Osten. Außerhalb der Vororte kreuzt er erneut die Interstate 85 und kurz darauf die Interstate 26, um danach durch Spartanburg zu führen. Nach der Durchquerung von Spartanburg verläuft der Highway nach Nordosten in etwa parallel zur Interstate 85 über Gaffney in Richtung der Grenze zu North Carolina.

### North Carolina

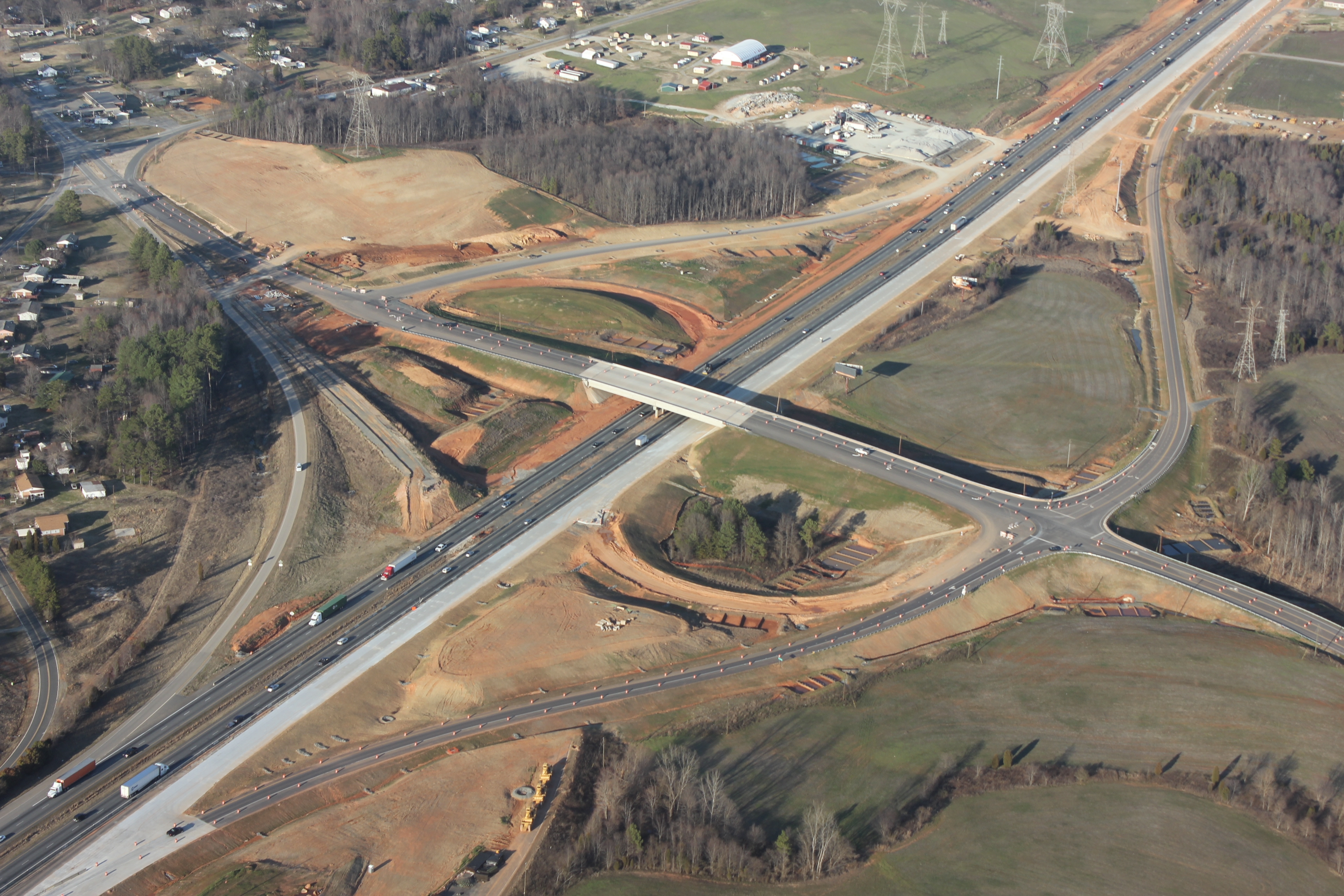
Überführung auf die Interstate 85 in North Carolina

In North Carolina trifft der U.S. Highway 29 erneut auf die Interstate 85 und verläuft mit dieser für einige Kilometer gleichbedeutend auf derselben Strecke, bis er über ein Autobahnkreuz auf den U.S. Highway 74 überführt wird und beide zusammen durch die Stadt Gastonia nach Osten laufen. Beide Highways überqueren daraufhin den Catawba River und treten in den Großraum Charlotte ein. Dort kreuzen beide die Interstate 485 und führen am Flughafen von Charlotte vorbei in Richtung Stadtmitte, wo sich der Highway 29 vom Highway 74 trennt und die Interstate 77 kreuzt. Er verlässt das Stadtgebiet in nordöstliche Richtung nach Concord und folgt weiterhin grob dem Verlauf der Interstate 85, wo er teilweise auch als Interstate 85 Business ausgeschildert ist. Auf seinem weiteren Weg kreuzt er die Interstate 74, 73 und 40. Bei der Großstadt Greensboro schwenkt der Highway nach Norden und nimmt Kurs auf die Grenze zu Virginia.

### Virginia

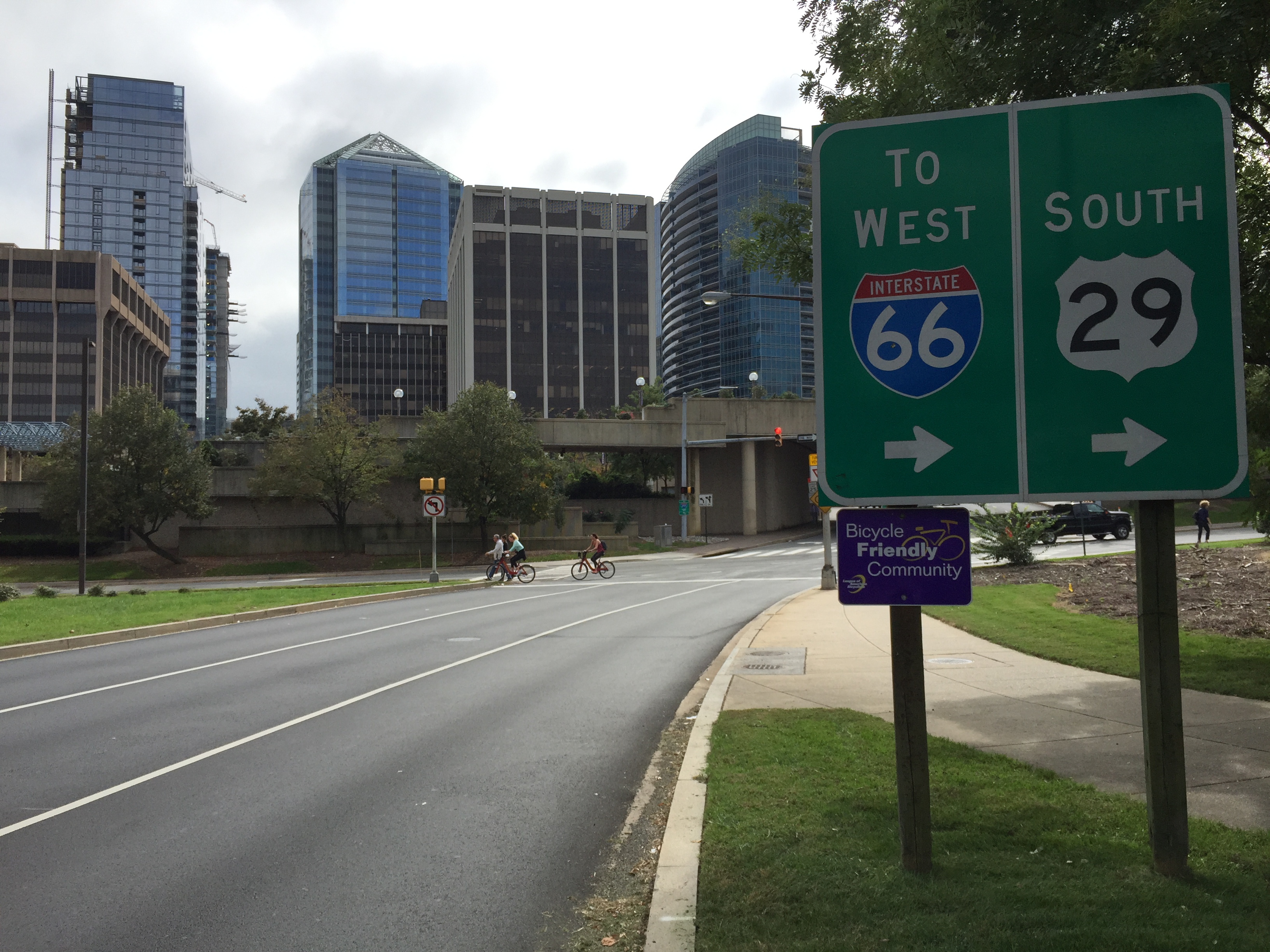
US 29 in Arlington, Virginia

In Virginia verläuft der Highway an Danville vorbei und führt als vierspurig ausgebaute Straße nach Norden in Richtung Lynchburg und Charlottesville, wo er die Interstate 64 kreuzt. Ab dort führt er weiter nach Nordosten und ist einige Zeit gleichbedeutend mit den U.S. Highways 15 und 17, bis er die Interstate 66 kreuzt und in Richtung Washington, D.C. führt. Im Großraum kreuzt er die Interstate 495 und führt durch Arlington an den Potomac River.

### District of Columbia
Der Highway überquert den Potomac River von Virginia kommend über die Francis Scott Key Bridge und tritt damit in die Stadt Washington, D.C. ein. Er läuft dort durch Downtown etwa 500 m nördlich des Weißen Haus vorbei nach Osten und verlässt die Stadt anschließend nach Norden in Richtung Maryland.

### Maryland
In Maryland verläuft der Highway durch das dicht besiedelte Gebiet zwischen Washington, D.C. und Baltimore und führt durch Silver Spring und Columbia nach Nordosten, wo er bei Ellicott City im Großraum Baltimore kurz nach einem Autobahnkreuz mit der Interstate 70 an der Maryland State Route 99 nach 1667 Kilometern endet.

## Zubringer und Umgehungen
- U.S. Highway 129, führt über 937 km von Florida nach Tennessee